# 山姆·斯普魯爾
山姆·斯普魯爾（英語：Sam Spruell，1977年1月1日—）是英國的一位演員。他在2012年出演了電影《白雪公主與獵人》。